# Retro Puppet Master
A Retro Puppet Master 1999-ben bemutatott amerikai horrorfilm David DeCoteau rendezésében. A forgatókönyvet Charles Band, Benjamin Carr és David Schmoeller írta. A film a Gyilkos bábok-sorozat hetedik része. A Gyilkos bábok 3. – Toulon bosszúja (1991) cselekményének folytatása. Greg Sestero alakítja a fiatal André Toulont, továbbá feltűnik Jack Donner, Stephen Blackehart, Robert Radoveanu és Vitalie Bantas. Ez Guy Rolfe utolsó szerepe Toulonként.

## Történet
A fiatal Toulon-t, aki éli nyugodt, békés életét az I. Világháború előtti Párizsban, és udvarol a bájos Ilsa-nak, a svájci nagykövet gyönyörű lányának. Ám Toulon békés sorsa gyökeresen megváltozik, mikor találkozik a 3000 éves Afzel egyiptomi varázslóval, aki 1902-ben ellopta a mágikus ”Élet titkát” Sutekh-től, a sötétség istenétől. Mikor Sutekh baljós szolgái megérkeznek, és már Toulon kedvese, Ilsa élete is fenyegetve van, Toulon és bábjain múlik, hogy bármi áron megállítsák őket. 

## Szereposztás
- Guy Rolfe – André Toulon/Elder André Toulon
- Greg Sestero – André Toulon/Young André Toulon
- Brigitta Dau – Elsa
- Stephen Blackehart – First Servant
- Jack Donner – Afzel
- Robert Radoveanu – Second Servant
- Vitalie Bantas – Third Servant
- Sandu Teodor – Latour
- George Calin – Valentin
- Juliano Doman – Vigo

## Bábok
- Blade
- Pinhead
- Leech Woman
- Jester
- Tunneler
- Six Shooter

### Retró Bábok
- Retro Blade
- Retro Pinhead
- Drill Sergeant (Retro Tunneler)
- Retro Six-Shooter
- Doctor Death
- Cyclops

## Kritikai fogadtatás
- A Rotten Tomatoes esetében a film 3365 felhasználó értékelése alapján 19%-os minősítést kapott.[1]
- Az IMDb filmadatbázison 4.1 ponton állt 2018. novemberében.[2]
- "A Retro Puppet Mester az összes többi film előzménye, amely háromezer évet repíti vissza a nézőt időben, egészen az ókori Egyiptomig, ahol az egyiptomi varázsló Afzel ellopta az élet titkát. Az eseményeket követően, 1892-ben Afzel megismerkedik André Toulon bábmesterrel, és titkát megosztja vele. Most Sutekh az egyiptomi Isten három démon papot mozgósít, hogy elpusztítsák Afzelt, és féltett titkát visszaszerezzék. A film nyitó jelenete szörnyű, és egyáltalán nem élvezetes, volt több olyan pont a filmnézés során, hogy kikapcsoltam a műsort, és a lemez majdnem a szemetesben landolt. De ragaszkodtam a filmhez, és miután 1892-ben az események Párizsban folytatódtak, nem is volt olyan rossz. Greg Sestero a pocsék The Room című film szereplője alakítja a fiatal Toulont, és alakítása kiváló. A bábok nagyon érdekesek, hiszen ők a jól ismert bábjaink korai változatának kombinációi (az idősebb Toulon meséli el remek történetüket). Erőszakból itt sincs hiány. A 6. részt minden tekintetben körözi."[3]

## Háttér
James Franco is részt vett az ifjú Toulon szerepének meghallgatásán. Ő és Greg Sestro azóta több filmben is együtt játszottak. Sestero-t eredetileg arra kérték, hogy Toulon-t brit akcentussal játssza el, ám miután megtudta, hogy a bábmester francia származású karakter, rábírta a készítőket, hogy francia akcentussal játssza, hiszen Sestero ő maga is francia származású anyai ágon, és folyékonyan beszéli franciát. Guy Rolfe jeleneteit egy nap alatt leforgatták. Ez Guy Rolfe utolsó filmje. Ez volt az első Puppet Master, amely nem az USA-ban készült.